# Anthony Derouard
Anthony Derouard (* 14. Mai 1992 in Sablé-sur-Sarthe) ist ein französischer Fußballspieler.

## Vereinskarriere
Derouard begann das Fußballspielen in seiner Heimatstadt Sablé, von wo aus er 2006 in die Jugendabteilung des Profiklubs Le Mans FC wechselte. Bei Le Mans rückte er 2009 mit 17 Jahren in den Kader der Reservemannschaft auf, mit der er in der vierten Liga antrat. Die erste Berufung des Spielers in den Profikader erfolgte am 21. Dezember 2010, als er beim 0:1 in einer Zweitligapartie gegen den OC Vannes in der 85. Minute eingewechselt wurde, was zugleich sein Profidebüt darstellte. Obwohl Derouard im Januar 2011 einen Profivertrag unterschrieb, musste er bis in die darauffolgende Spielzeit auf weitere Einsätze warten. Nach drei bestrittenen Spielen in der Saison 2011/12, wovon er bei einem von Beginn an auflief, wurde der Akteur in der nachfolgenden Spielzeit 2012/13 regelmäßig berücksichtigt, auch wenn er zumeist als Joker eingesetzt wurde. Bereits am ersten Spieltag erzielte er sein erstes Profitor, als er in der 83. Minute eingewechselt wurde und drei Minuten später traf. 2013 stieg der Verein in die dritte Liga ab, wurde aber aufgrund finanzieller Schwierigkeiten in die sechste Liga zwangsrelegiert. Derouards Vertrag wurde somit hinfällig, sodass er Le Mans den Rücken kehren und mit Gültigkeit zum 1. November desselben Jahres beim Drittligisten Luzenac AP einen neuen Vertrag unterschreiben konnte.
Bei Luzenac wurde er regelmäßig aufgeboten, ohne jedoch einen festen Stammplatz innezuhaben. Am Saisonende 2013/14 glückte der sportliche Aufstieg in die Zweitklassigkeit, allerdings wurde dem Klub die Lizenz für höhere Liga verweigert. Nachdem der Fall durch mehrere Instanzen gegangen war, durften die Südfranzosen weder in zweiter noch dritter Liga antreten und die Zugehörigkeit blieb ungeklärt, weswegen Derouards Vertrag im September 2014 aufgelöst wurde.

## Nationalmannschaft
Einige Monate nach seiner Aufnahme in die B-Mannschaft von Le Mans wurde Derouard im Dezember 2009 für die französische U-18 nominiert und debütierte für diese bei einem 1:1 gegen die Ukraine. Er lief sieben weitere Male im Trikot des Teams auf, ehe er im Sommer 2010 in die U-19 aufrückte. Mit dieser verpasste er die Qualifikation zur U-19-EM 2011. Im Anschluss daran gelang ihm zunächst nicht der Sprung in die Frankreich U-20-Auswahl. Bei einem Freundschaftsspiel gegen Marokko Mai 2012 kam er zwar zu seinem Debüt; dies stellte aber auch seine letzte bestrittene Begegnung für eine nationale Jugendauswahl dar.